# Copa Libertadores de Futsal Femenina
La Copa Libertadores de Futsal Femenina o CONMEBOL Libertadores Futsal Femenina (en portugués: competição sul-americana de futsal feminino) es un torneo internacional de fútbol sala femenino organizado por la Confederación Sudamericana de Fútbol, la más importante y prestigiosa copa a nivel de clubes de fútbol sala femenino en América. 
El actual campeón es el Stein Cascavel de Brasil que logró su primera Libertadores tras derrotar en la final a Always Ready de Bolivia por 5 a 0. Mientras que los clubes Unochapecó y Barateiro ambos de Brasil son los dos que más veces salieron campeones con dos títulos cada uno.

## Historial
| 2013          | Santiago · Chile      | Unochapecó · Brasil                    | 5-1                                    | San Lorenzo Argentina                  |                                        |                                        |                                        |
| 2014          | No se disputó         | No se disputó                          | No se disputó                          | No se disputó                          |                                        |                                        |                                        |
| 2015 Detalles | Santiago · Chile      | Barateiro · Brasil                     | 11-0                                   | Santiago Morning · Chile               |                                        |                                        |                                        |
| 2016 Detalles | Santiago · Chile      | Barateiro · Brasil                     | 7-2                                    | Estudiantes de Guárico · Venezuela     |                                        |                                        |                                        |
| 2017 Detalles | Asunción Paraguay     | Unochapecó · Brasil                    | 4-2                                    | Sport Colonial Paraguay                |                                        |                                        |                                        |
| 2018 Detalles | Luque Paraguay        | Leões Da Serra · Brasil                | 4-0                                    | Sport Colonial Paraguay                |                                        |                                        |                                        |
| 2019 Detalles | Camboriú · Brasil     | Cianorte · Brasil                      | 2-0                                    | Independiente · Colombia               |                                        |                                        |                                        |
| 2020          | Cochabamba · Bolivia  | Cancelado por la pandemia de COVID-19. | Cancelado por la pandemia de COVID-19. | Cancelado por la pandemia de COVID-19. | Cancelado por la pandemia de COVID-19. | Cancelado por la pandemia de COVID-19. | Cancelado por la pandemia de COVID-19. |
| 2021          | Cochabamba · Bolivia  | Cancelado por la pandemia de COVID-19. | Cancelado por la pandemia de COVID-19. | Cancelado por la pandemia de COVID-19. | Cancelado por la pandemia de COVID-19. | Cancelado por la pandemia de COVID-19. | Cancelado por la pandemia de COVID-19. |
| 2022 Detalles | Cochabamba · Bolivia  | Taboão Magnus · Brasil                 | 6-0                                    | San Lorenzo Argentina                  |                                        |                                        |                                        |
| 2023 Detalles | Luque Paraguay        | Stein Cascavel · Brasil                | 5-0                                    | Always Ready · Bolivia                 |                                        |                                        |                                        |
| 2024 Detalles | Cochabamba · Bolivia  | Stein Cascavel · Brasil                | 5-0                                    | Racing Club Argentina                  |                                        |                                        |                                        |
| 2025 Detalles | A determinar Paraguay |                                        |                                        |                                        |                                        |                                        |                                        |

## Títulos por club
| Equipo                 | Títulos | Años campeón | Subtítulos | Años subcampeón | Tercer puesto | Años tercer puesto     |
| ---------------------- | ------- | ------------ | ---------- | --------------- | ------------- | ---------------------- |
| Barateiro              | 2       | 2015, 2016   |            |                 |               |                        |
| Unochapecó             | 2       | 2013, 2017   |            |                 |               |                        |
| Stein Cascavel         | 2       | 2023, 2024   |            |                 |               |                        |
| Leões Da Serra         | 1       | 2018         |            |                 |               |                        |
| Cianorte               | 1       | 2019         |            |                 |               |                        |
| Taboão Magnus          | 1       | 2022         |            |                 |               |                        |
| San Lorenzo            |         |              | 2          | 2013, 2022      | 4             | 2015, 2016, 2018, 2023 |
| Sport Colonial         |         |              | 2          | 2017, 2018      | 1             | 2022                   |
| Always Ready           |         |              | 1          | 2023            | 1             | 2024                   |
| Santiago Morning       |         |              | 1          | 2015            |               |                        |
| Estudiantes de Guárico |         |              | 1          | 2016            |               |                        |
| Independiente          |         |              | 1          | 2019            |               |                        |
| Racing Club            |         |              | 1          | 2024            |               |                        |

## Títulos por país
| País      | Títulos | Subtítulos |
| --------- | ------- | ---------- |
| Brasil    | 9       | 0          |
| Argentina | 0       | 3          |
| Paraguay  | 0       | 2          |
| Chile     | 0       | 1          |
| Venezuela | 0       | 1          |
| Colombia  | 0       | 1          |
| Bolivia   | 0       | 1          |

## Clasificación histórica
Actualizado hasta la edición de 2023 inclusive.
| Pos. | Equipo           | Participaciones | Puntos | Jugados | Ganados | Empatados | Perdidos | G. F. | G. C. |
| ---- | ---------------- | --------------- | ------ | ------- | ------- | --------- | -------- | ----- | ----- |
| 1    | San Lorenzo      | 7               | 76     | 39      | 25      | 1         | 13       | 134   | 88    |
| 3    | Sport Colonial   | 4               | 42     | 22      | 13      | 3         | 6        | 74    | 59    |
| 2    | Unochapecó       | 2               | 36     | 12      | 12      | 0         | 0        | 162   | 9     |
| 4    | Barateiro        | 2               | 33     | 11      | 11      | 0         | 0        | 93    | 12    |
| 5    | Santiago Morning | 3               | 28     | 16      | 9       | 1         | 6        | 74    | 49    |
| 6    | Río Negro City   | 3               | 21     | 15      | 7       | 0         | 8        | 55    | 59    |
| 7    | Peñarol          | 3               | 21     | 16      | 6       | 3         | 7        | 33    | 43    |
| 8    | Always Ready     | 2               | 20     | 11      | 6       | 2         | 3        | 42    | 24    |
| 9    | Leõas da Serra   | 1               | 18     | 6       | 6       | 0         | 0        | 49    | 3     |
| 10   | Stein Cascavel   | 1               | 18     | 6       | 6       | 0         | 0        | 45    | 0     |